# Charles Eley
Charles Eley   (Samford Hundred, 16 de setembre de 1902 - East Bergholt, 15 de gener de 1983) OBE fou un remer anglès que va competir durant la dècada de 1920.
Nascut a Suffolk, va estudia a l'Eton College i al Trinity College de la Universitat de Cambridge. Amb Cambridge, juntament amb Robert Morrison, James MacNabb i Terence Sanders, que ja havien remat plegats a Eton, van formar la tripulació del quatre sense timoner que guanyà la Stewards' Challenge Cup i la Visitors' Challenge Cup de 1922. El 1923 guanyà novament la Stewards' Challenge Cup. El 1924 va formar part de la tripulació de Cambridge que participà en la Regata Oxford-Cambridge i de la que guanyà la Silver Goblets a Henley juntament amb James MacNabb. El 1924 va prendre part en els Jocs Olímpics de París, on va guanyar la medalla d'or en la competició de quatre sense timoner del programa de rem.